# جون ريتشاردز (سياسي أسترالي)
جون ريتشاردز (بالإنجليزية: John Richards)‏ هو شخصية أعمال وكاتب وسياسي أسترالي وبريطاني (وحمل سابقاً جنسية المملكة المتحدة لبريطانيا العظمى وأيرلندا)، ولد في 1842 في المملكة المتحدة، وتوفي في 24 يناير 1913 في أديلايد في أستراليا. انتخب عضو مجلس النواب جنوب أستراليا من الجمعية عن دائرة Electoral district of Wallaroo ‏ وقد انضم خلال فترته النيابية (22 فبراير 1875 – 4 أبريل 1878)  للكتلة البرلمانية مستقل.